# Noctua attenuata
Noctua attenuata là một loài bướm đêm trong họ Noctuidae.